# Chiesa di Santa Maria a Caiano
La chiesa di Santa Maria a Caiano si trova nel comune di Londa.
La chiesa, ricordata già dal 1276, era fra la suffraganee della pieve di San Leolino in Montanis.
Nel 1503 fu riunita ai beni dell'ospedale di San Bonifazio a Firenze ed elevata a prioria nel 1642.
La facciata è a capanna con unico ingresso architravato sormontato da un timpano.
L'interno, ad aula chiusa da un'abside semicircolare e copertura a capriate, è quasi totalmente intonacato, salvo nell'abside dove è ancora possibile riconoscere l'antico parato murario medievale. Nel cortile adiacente alla chiesa è un pozzo cilindrico cinquecentesco.
All'interno si conserva una Madonna del Rosario, del secolo XVII, e un crocifisso quattrocentesco del Maestro di Monsanto.